# Люквай
Люква́й (рос. Люквай) — річка в Удмуртії (Увинський район), Росія, ліва притока Каркалайки.
Річка починається на північно-східній околиці села Каркалай. Тече спочатку дугою на південний схід-південний захід, потім повертає на південний схід і тече майже рівно так до гирла. Впадає до Каркалайки за 2 км до її гирла. Приймає декілька лівих дрібних приток. Річище на всьому протязі має заліснені береги, у нижній течії заболочене.
Над річкою не розташовано населених пунктів.
| Річка | Це незавершена стаття про річку. Ви можете допомогти проєкту, виправивши або дописавши її. |